# Zitti e buoni
Zitti e buoni è un singolo del gruppo musicale italiano Måneskin, pubblicato il 3 marzo 2021 come secondo estratto dal secondo album in studio Teatro d'ira - Vol. I.
Il brano ha vinto il Festival di Sanremo 2021 e l'Eurovision Song Contest 2021.

## Descrizione
Si tratta della traccia d'apertura dell'album e affonda le proprie origini nel 2016, venendo concepita dal gruppo inizialmente come una ballata e in seguito rielaborata in chiave più rock. Come evidenziato dalla critica specializzata, il testo rappresenta una critica mirata alle generazioni di adulti che non comprendono e non valorizzano i più giovani, i quali sono invitati dal quartetto a non abbassare la testa e a essere la versione più vera di loro stessi.

### Controversie
Alcuni critici del settore hanno accusato Zitti e buoni di plagio a causa di alcune somiglianze riscontrate tra il ritornello del brano e quello di F.D.T. degli Anthony Laszlo, prontamente smentito dalla Sony Music, che ne ha evidenziato la discordanza sia nella melodia sia nella struttura musicale. Dopo la vittoria all'Eurovision, il musicista olandese Joris Lissens accusò il quartetto a RTL di aver plagiato il riff del singolo You Want It, You've Got It del suo gruppo The Vendettas, inciso nel 1994.

## Promozione
Zitti e buoni è stato presentato per la prima volta dal vivo durante la prima serata del Festival di Sanremo 2021, in occasione della partecipazione dei Måneskin alla manifestazione. Durante la manifestazione è stata eseguita una versione caratterizzata da arrangiamenti orchestrali, curati dal compositore e direttore d'orchestra Enrico Melozzi.
Il brano ha trionfato nella serata conclusiva della kermesse davanti a Chiamami per nome di Francesca Michielin e Fedez e Un milione di cose da dirti di Ermal Meta, ottenendo il 40,68% delle preferenze calcolate sulla media dei risultati ottenuti tra i voti del pubblico, della giuria demoscopica e della sala stampa.
Il 16 marzo 2021 il gruppo ha pubblicato una versione del singolo modificata per l'Eurovision Song Contest, che si differenzia per la durata inferiore ai tre minuti e per l'assenza dei turpiloqui contenuti nel testo originale, come previsto dal regolamento della manifestazione. Alla vigilia della manifestazione il brano ha ricevuto il premio Eurostory per il miglior testo.
Il 22 maggio successivo il gruppo si è esibito nella finale della manifestazione europea a Rotterdam, trionfando con un totale di 524 punti (318 ottenuti dal televoto e 206 dalla votazione dalle giurie nazionali), portando così l'Italia a vincere il concorso per la terza volta nella sua storia e per la prima volta dal 1990. Il brano ha ottenuto il punteggio massimo (12 punti) dalle giurie di Croazia, Georgia, Slovenia e Ucraina, risultando inoltre vincitore al televoto in Bulgaria, Malta, San Marino, Serbia e Ucraina. Nell'esibizione finale della manifestazione il gruppo ha eseguito il brano con il testo originale.

## Video musicale
Il video, diretto da Simone Peluso, è stato pubblicato contestualmente all'uscita del singolo sul canale YouTube del gruppo.

## Tracce
Testi e musiche di Damiano David, Victoria De Angelis, Thomas Raggi e Ethan Torchio.
Download digitale
1. Zitti e buoni – 3:12

Download digitale – Eurovision Version
1. Zitti e buoni (Eurovision Version) – 3:03

## Formazione
Gruppo
- Damiano David – voce
- Victoria De Angelis – basso
- Thomas Raggi – chitarra
- Ethan Torchio – batteria

Produzione
- Fabrizio Ferraguzzo – produzione
- Måneskin – produzione
- Enrico La Falce – registrazione, missaggio, mastering
- Luca Pellegrini – registrazione
- Enrico Brun – produzione aggiuntiva

## Successo commerciale
Zitti e buoni ha debuttato alla 2ª posizione della classifica Top Singoli, preceduta da Chiamami per nome di Francesca Michielin e Fedez, altro brano partecipante al Festival di Sanremo. Undici settimane dopo, in seguito alla vittoria eurovisiva del gruppo, il singolo è tornato al suo picco originale al 2º posto nella classifica italiana, preceduto questa volta da Malibu di Sangiovanni.
In Germania il singolo ha debuttato alla 9ª posizione della Deutsche Singlechart, mentre nella classifica irlandese ha fatto il suo esordio alla 14ª posizione. Nei Paesi Bassi è riuscito ad arrivare in cima alla Dutch Single Top 100.
Zitti e buoni ha segnato il debutto del gruppo anche nella Official Singles Chart del Regno Unito, dove ha esordito al 17º posto con 17 228 unità di vendita, divenendo il miglior piazzamento di una canzone vincitrice della manifestazione eurovisiva da Heroes di Måns Zelmerlöw che arrivò alla numero 11 nel 2015, nonché il primo brano cantato interamente in italiano ad irrompere nella top twenty del paese da Miserere di Zucchero Fornaciari che si piazzò 15º nel 1992. È inoltre risultato il brano rock più consumato della settimana, posizionandosi in vetta alla relativa graduatoria.
Dopo la vittoria all'Eurovision Song Contest, Zitti e buoni ha registrato quasi 4 milioni di ascolti in 24 ore su Spotify, stabilendo il record per il brano in lingua italiana con il maggior numero di stream di sempre sulla stessa piattaforma nel medesimo arco di tempo; è anche la prima volta in assoluto che una canzone italiana ha fatto il proprio ingresso nella top ten generale giornaliera redatta da Spotify, poiché si è stabilita al 9º posto.

## Classifiche

### Classifiche settimanali
| Classifica (2021-23)       | Posizione massima |
| -------------------------- | ----------------- |
| Austria                    | 2                 |
| Belgio (Fiandre)           | 2                 |
| Belgio (Vallonia)          | 43                |
| Croazia                    | 3                 |
| Danimarca                  | 18                |
| Finlandia                  | 1                 |
| Francia                    | 107               |
| Germania                   | 9                 |
| Grecia                     | 1                 |
| Irlanda                    | 12                |
| Islanda                    | 9                 |
| Italia                     | 2                 |
| Lettonia                   | 13                |
| Lituania                   | 1                 |
| Norvegia                   | 2                 |
| Paesi Bassi                | 1                 |
| Portogallo                 | 4                 |
| Regno Unito                | 17                |
| Regno Unito (rock & metal) | 1                 |
| Repubblica Ceca            | 6                 |
| Slovacchia                 | 8                 |
| Slovenia                   | 33                |
| Spagna                     | 16                |
| Stati Uniti (hard rock)    | 7                 |
| Svezia                     | 1                 |
| Svizzera                   | 2                 |
| Ungheria                   | 6                 |

### Classifiche di fine anno
| Classifica (2021) | Posizione |
| ----------------- | --------- |
| Austria           | 66        |
| Belgio (Fiandre)  | 65        |
| Finlandia         | 6         |
| Islanda           | 27        |
| Italia            | 4         |
| Paesi Bassi       | 80        |
| Portogallo        | 134       |
| Svezia            | 57        |
| Svizzera          | 67        |
| Ungheria          | 69        |
| Classifica (2022) | Posizione |
| Lituania          | 51        |